# Gottlieb Burckhardt
Pour les articles homonymes, voir Burckhardt.
Ne doit pas être confondu avec Johann Gottlieb Burckhardt.
Gottlieb Burckhardt, né le 24 décembre 1836 à Bâle et mort le 6 février 1907 à Bâle, est un psychiatre suisse.

## Biographie
Gottlieb Burckhardt est le fils d'August, médecin, et de Katharina Jacot, de Montbéliard.
Après des études de médecine à Bâle, Göttingen et Berlin, il obtient un doctorat en 1860 à Bâle. Il s'intéresse ensuite aux maladies nerveuses et devient, en 1873, médecin assistant à la clinique psychiatrique de la Waldau (de), à Berne. En 1882, il devient directeur de l'asile d'aliénés de Préfargier dans la commune de Marin-Epagnier (canton de Neuchâtel). À partir de 1888, il tente de soigner les psychoses par excision de certaines zones du cortex cérébral, ce qui l'amena à publier sur ce sujet, en 1891, dans un ouvrage qui eut un certain retentissement, tout particulièrement aux États-Unis.
En fin de carrière, il abandonna ses recherches et revint comme directeur de la clinique Sonnhalde, à Bâle.

### Ouvrage
- Die physiologische Diagnostik der Nervenkrankheiten : Versuch einer Feststellung der Leitungs- und Zuckungs- verhältnisse im Nervensystem des gesunden und kranken Menschen, Leipzig, Engelmann, 1875.